# ヴィタリー・ギンツブルク
ヴィタリー・ラザレヴィチ・ギンツブルク（Vitaly Lazarevich Ginzburg (Вита́лий Ла́заревич Ги́нзбург) 、1916年10月4日 - 2009年11月8日）は、ロシアの物理学者。モスクワ生まれ。1938年にモスクワ大学を卒業。1940年からP.N.Lebedev Physical Institute of the Russian Academy of Sciencesに所属。
超伝導現象の基礎理論としてのGL理論（ギンツブルグ-ランダウ理論）(1950)を始めとして、プラズマ中の電磁波伝播、宇宙線の起源の研究などで知られる。

## 受賞
- 1991年 王立天文学会ゴールドメダル
- 1994年 ウルフ賞物理学部門
- 1995年 ロモノーソフ金メダル
- 2003年 ノーベル物理学賞

## 著書
- "About Science,Myself and Others"(2005)
- "The Physics of Life Time: Reflections on the Problems and personalities of 20th Century Physics"(2001),Springer
- "High Temperature Superconductivity" (1982)

他多数